# Ferdinand Davaux
Ferdinand Davaux (Charleroi le 18 mars 1878 - Marcinelle le 5 décembre 1918) est un artiste, cabaretier, chansonnier belge en langue wallonne.

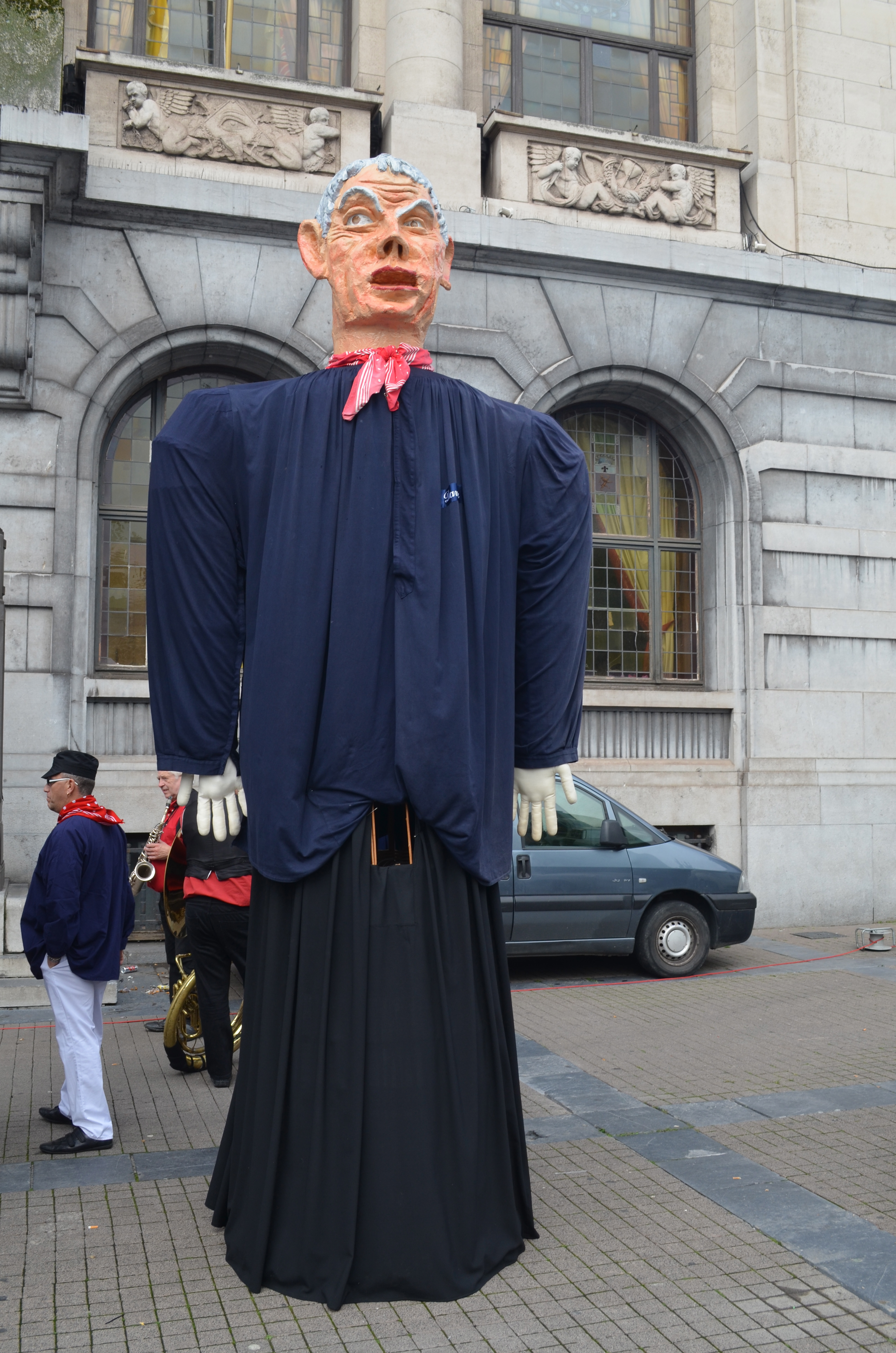
Davau, le géant créé en l'honneur de Ferdinand Davaux.

En mémoire de Ferdinand Davaux, chanteur de chansons wallonnes, une plaque fut apposée à sa maison natale à Charleroi, rue du Collège n° 5. Un géant ornant l'entrée de l'hôtel de ville de Charleroi, et sortant au carnaval de la ville a été créé en son honneur en 1957 : Davau.
Quelques grands succès : Au clér dè leune, Tchantons l' bîre, Tout in berçant, Aux Cèrîjes !, Fleûr des tchamps, L' ducace du Coron, Les violettes, Les tchabaréyes et Vèritès, L'saison des murmures. 